# Триплаксы
Триплаксы (лат. Triplax) — род жуков-грибовиков (Erotylidae). В Северной Америке распространены 19 видов и 8 видов в Канаде.

## Распространение
Населяют США и южную часть Канады.

## Описание
Маленькие жуки длиной от 4 до 7 мм. У большинства видов переднеспинка красно-оранжевая, а надкрылья чёрные. Взрослые жуки в южной части Северной Америки встречаются круглый год, а, например, в штате Иллинойс — лишь в октябре.

## Экология и местообитание
Населяют лесистую местность, где питаются грибами рода Pleurotus или Inonotus.

## Систематика
- Triplax alachuae Boyle, 1956
- Triplax californica LeConte, 1854
- Triplax cuneata Boyle, 1954
- Triplax dissimulator (Crotch, 1873)
- Triplax errans Boyle, 1956
- Triplax festiva Lacordaire, 1842
- Triplax flavicollis Lacordaire, 1842
- Triplax frontalis Horn, 1862
- Triplax frosti Casey, 1924
- Triplax lacensis Boyle, 1954
- Triplax macra LeConte, 1854
- Triplax marcescens Boyle, 1954
- Triplax mesosternalis Schaeffer, 1905
- Triplax microgaster Boyle, 1954
- Triplax puncticeps Casey, 1916
- Triplax thompsoni Boyle, 1962
- Triplax thoracica Say, 1825
- Triplax wehrlei Boyle, 1954